# Bahnstrecke Wurzen–Eilenburg
| Übersichtskarte der Strecke |                                          |                                            |                                            |
| Streckennummer: | 6825; sä. WE                             |                                            |                                            |
| Kursbuchstrecke: | 148b (1934) 164a (1944, 1946) 503 (1978) |                                            |                                            |
| Streckenlänge: | 21,58 km                                 |                                            |                                            |
| Spurweite: | 1435 mm (Normalspur)                     |                                            |                                            |
| Maximale Neigung: | 10 ‰                                     |                                            |                                            |
| Minimaler Radius: | 300 m                                    |                                            |                                            |
| |                                          |                                            |                                            |
| \| \| \| von Leipzig Hbf \| \| \| \| 0,000 \| Wurzen \| 124 m \| \| \| \| nach Dresden-Neustadt \| \| \| \| \| nach Glauchau \| \| \| \| \| Unterwerk Wurzen \| \| \| \| \| SÜ Nemter Weg \| \| \| \| \| Dresden-Neustadt–Leipzig Hbf \| \| \| \| \| SÜ Dresdener Straße (B 6) \| \| \| \| \| Verbindungskurve von Kornhain Abzw D \| \| \| \| \| DL Rietzschke \| \| \| \| 3,530 \| Wurzen Ost früher Roitzsch (b Wurzen) \| Wurzen Ost früher Roitzsch (b Wurzen) \| \| \| \| EÜ Torgauer Straße (S 23) \| \| \| \| \| \| \| \| \| \| Anst Basalt-Actien-Gesellschaft \| \| \| \| \| EÜ Kautzschenweg \| \| \| \| 6,130 \| Lüptitz \| 145 m \| \| \| \| EÜ Goethestraße \| \| \| \| \| EÜ Alte Hohburger Straße \| \| \| \| \| SÜ Wirtschaftsweg \| \| \| \| \| Anst Kaolinwerk Hohburg \| \| \| \| 8,267 \| Zschepa-Hohburg \| 130 m \| \| \| \| EÜ Am Bahnhof \| \| \| \| 8,628 \| EÜ Lossatal (40 m) \| EÜ Lossatal (40 m) \| \| \| \| EÜ Am Klärwerk \| \| \| \| \| EÜ Wirtschaftsweg \| \| \| \| \| Anst Steinbruch Löbenberg \| \| \| \| 9,610 \| Röcknitz Bbf \| Röcknitz Bbf \| \| \| \| nach Doberschütz \| \| \| \| \| EÜ Röcknitzer Straße \| \| \| \| \| Anst Quarzporphyrwerk Holzberg (1927–1993) \| \| \| \| 12,559 \| Collmen-Böhlitz \| 130 m \| \| \| \| EÜ Lossaer Straße \| \| \| \| \| SÜ Thallwitzer Straße \| \| \| \| \| SÜ Im Ilsental \| \| \| \| 15,780 \| EÜ Wirtschaftsweg \| EÜ Wirtschaftsweg \| \| \| 16,280 \| Thallwitz \| 120 m \| \| \| \| ehem. SÜ Wirtschaftsweg (bis 1945) \| \| \| \| \| SÜ Kirschberg (S 11) \| \| \| \| \| ehem. Landesgrenze Sachsen/Preußen \| \| \| \| \| EÜ Wirtschaftsweg \| \| \| \| \| EÜ Bartholomäusaue \| \| \| \| 19,510 \| Eilenburg Süd \| 105 m \| \| \| \| ehem. EÜ Lossa (verfüllt) \| \| \| \| \| SÜ Bundesstraße 87 \| \| \| \| 20,197 \| Infrastrukturgrenze BAG/DB \| Infrastrukturgrenze BAG/DB \| \| \| \| von Cottbus und von Pretzsch \| \| \| \| \| Muldebrücke Eilenburg (276 m) \| \| \| \| 21,580 \| Eilenburg \| 103 m \| \| \| \| nach Halle (Saale) \| \| \| \| \| nach Leipzig Hbf \| \| |                                          |                                            |                                            |
| Strecke |                                          | von Leipzig Hbf                            | von Leipzig Hbf                            |
| Bahnhof | 0,000                                    | Wurzen                                     | 124 m                                      |
| Abzweig geradeaus und nach links |                                          | nach Dresden-Neustadt                      | nach Dresden-Neustadt                      |
| Abzweig geradeaus und nach rechts |                                          | nach Glauchau                              | nach Glauchau                              |
| Betriebsstelle Strecke ab hier außer Betrieb |                                          | Unterwerk Wurzen                           | Unterwerk Wurzen                           |
| Strecke mit Straßenbrücke (Strecke außer Betrieb) |                                          | SÜ Nemter Weg                              | SÜ Nemter Weg                              |
| Kreuzung geradeaus unten (Strecke geradeaus außer Betrieb) |                                          | Dresden-Neustadt–Leipzig Hbf               | Dresden-Neustadt–Leipzig Hbf               |
| Strecke mit Straßenbrücke (Strecke außer Betrieb) |                                          | SÜ Dresdener Straße (B 6)                  | SÜ Dresdener Straße (B 6)                  |
| Abzweig geradeaus und von rechts (Strecke außer Betrieb) |                                          | Verbindungskurve von Kornhain Abzw D       | Verbindungskurve von Kornhain Abzw D       |
| Brücke über Wasserlauf (Strecke außer Betrieb) |                                          | DL Rietzschke                              | DL Rietzschke                              |
| Haltepunkt / Haltestelle (Strecke außer Betrieb) | 3,530                                    | Wurzen Ost früher Roitzsch (b Wurzen)      | Wurzen Ost früher Roitzsch (b Wurzen)      |
| Strecke mit Straßenbrücke (Strecke außer Betrieb) |                                          | EÜ Torgauer Straße (S 23)                  | EÜ Torgauer Straße (S 23)                  |
| |                                          |                                            |                                            |
| Abzweig geradeaus und von links |                                          | Anst Basalt-Actien-Gesellschaft            | Anst Basalt-Actien-Gesellschaft            |
| Brücke |                                          | EÜ Kautzschenweg                           | EÜ Kautzschenweg                           |
| Dienststation / Betriebs- oder Güterbahnhof | 6,130                                    | Lüptitz                                    | 145 m                                      |
| Brücke |                                          | EÜ Goethestraße                            | EÜ Goethestraße                            |
| Brücke |                                          | EÜ Alte Hohburger Straße                   | EÜ Alte Hohburger Straße                   |
| Strecke mit Straßenbrücke |                                          | SÜ Wirtschaftsweg                          | SÜ Wirtschaftsweg                          |
| Abzweig geradeaus und ehemals nach rechts |                                          | Anst Kaolinwerk Hohburg                    | Anst Kaolinwerk Hohburg                    |
| ehemaliger Bahnhof | 8,267                                    | Zschepa-Hohburg                            | 130 m                                      |
| Brücke |                                          | EÜ Am Bahnhof                              | EÜ Am Bahnhof                              |
| Brücke über Wasserlauf | 8,628                                    | EÜ Lossatal (40 m)                         | EÜ Lossatal (40 m)                         |
| Brücke |                                          | EÜ Am Klärwerk                             | EÜ Am Klärwerk                             |
| Brücke |                                          | EÜ Wirtschaftsweg                          | EÜ Wirtschaftsweg                          |
| Abzweig geradeaus und ehemals von rechts |                                          | Anst Steinbruch Löbenberg                  | Anst Steinbruch Löbenberg                  |
| ehemaliger Dienststation / Betriebs- oder Güterbahnhof | 9,610                                    | Röcknitz Bbf                               | Röcknitz Bbf                               |
| Abzweig geradeaus und ehemals nach rechts |                                          | nach Doberschütz                           | nach Doberschütz                           |
| Brücke |                                          | EÜ Röcknitzer Straße                       | EÜ Röcknitzer Straße                       |
| Abzweig geradeaus und ehemals von rechts |                                          | Anst Quarzporphyrwerk Holzberg (1927–1993) | Anst Quarzporphyrwerk Holzberg (1927–1993) |
| ehemaliger Bahnhof | 12,559                                   | Collmen-Böhlitz                            | 130 m                                      |
| Brücke |                                          | EÜ Lossaer Straße                          | EÜ Lossaer Straße                          |
| Strecke mit Straßenbrücke |                                          | SÜ Thallwitzer Straße                      | SÜ Thallwitzer Straße                      |
| Strecke mit Straßenbrücke |                                          | SÜ Im Ilsental                             | SÜ Im Ilsental                             |
| Brücke | 15,780                                   | EÜ Wirtschaftsweg                          | EÜ Wirtschaftsweg                          |
| ehemaliger Bahnhof | 16,280                                   | Thallwitz                                  | 120 m                                      |
| Strecke mit Straßenbrücke |                                          | ehem. SÜ Wirtschaftsweg (bis 1945)         | ehem. SÜ Wirtschaftsweg (bis 1945)         |
| Strecke mit Straßenbrücke |                                          | SÜ Kirschberg (S 11)                       | SÜ Kirschberg (S 11)                       |
| ehemaliger Grenze |                                          | ehem. Landesgrenze Sachsen/Preußen         | ehem. Landesgrenze Sachsen/Preußen         |
| Brücke |                                          | EÜ Wirtschaftsweg                          | EÜ Wirtschaftsweg                          |
| Brücke |                                          | EÜ Bartholomäusaue                         | EÜ Bartholomäusaue                         |
| ehemaliger Haltepunkt / Haltestelle | 19,510                                   | Eilenburg Süd                              | 105 m                                      |
| Brücke |                                          | ehem. EÜ Lossa (verfüllt)                  | ehem. EÜ Lossa (verfüllt)                  |
| Strecke mit Straßenbrücke |                                          | SÜ Bundesstraße 87                         | SÜ Bundesstraße 87                         |
| Wechsel des Eisenbahninfrastrukturunternehmens | 20,197                                   | Infrastrukturgrenze BAG/DB                 | Infrastrukturgrenze BAG/DB                 |
| Abzweig geradeaus und von rechts |                                          | von Cottbus und von Pretzsch               | von Cottbus und von Pretzsch               |
| Brücke über Wasserlauf |                                          | Muldebrücke Eilenburg (276 m)              | Muldebrücke Eilenburg (276 m)              |
| Bahnhof | 21,580                                   | Eilenburg                                  | 103 m                                      |
| Abzweig geradeaus und nach rechts |                                          | nach Halle (Saale)                         | nach Halle (Saale)                         |
| Strecke |                                          | nach Leipzig Hbf                           | nach Leipzig Hbf                           |

Die Bahnstrecke Wurzen–Eilenburg ist eine Nebenbahn in Sachsen. Sie verlief von Wurzen nach Eilenburg und verband die Bahnstrecken Leipzig–Dresden und Leipzig–Cottbus miteinander. Die heute noch teilweise von Güterzügen befahrene Strecke wurde vor allem als Anschlussbahn zu den Steinbrüchen in den Hohburger Bergen erbaut.

## Geschichte

### Vorgeschichte

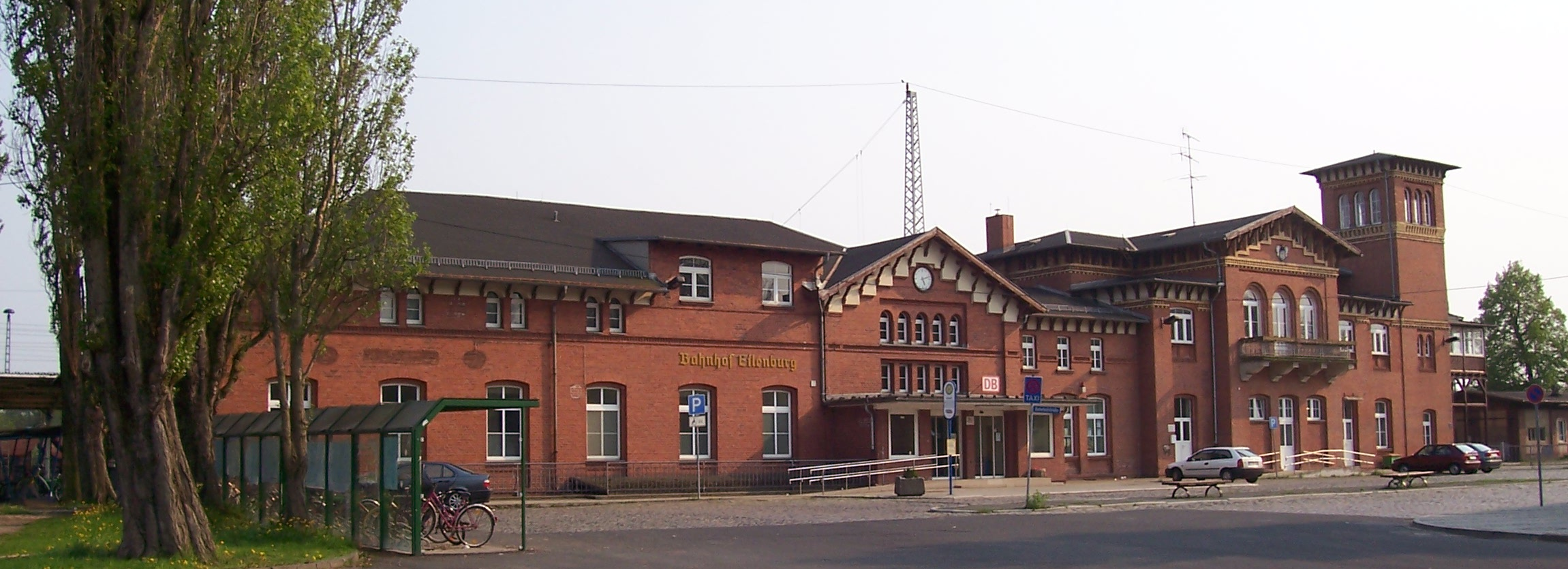
Endpunkt der Strecke ist der Bahnhof Eilenburg.

Um die Eisenbahnverbindung zwischen Wurzen und Eilenburg wurde fast 70 Jahre gerungen. Die ersten Ideen für ein solches Projekt reichen bis 1858 zurück. Damals gab es erste Bestrebungen für den Bau der Muldentalbahn von Glauchau nach Wurzen, die Teil einer überregionalen Verbindung vom Erzgebirge nach Berlin und weiter nach Stettin sein sollte. Das zu diesem Zweck gegründete Centralcomitee für eine Glauchau – Wurzen etc. Eisenbahn nahm 1860 seine Arbeit auf. Der nun ausgearbeitete Entwurf sah eine Eisenbahnlinie von Glauchau über Wurzen, Eilenburg und Düben nach Wittenberg vor. Um an der weiteren Planung teilzunehmen, trat 1863 die damals in der preußischen Provinz Sachsen gelegene Stadt Eilenburg dem Komitee bei. Die Bemühungen waren aber zunächst erfolglos. Zum einen war der Streckenabschnitt Wurzen–Eilenburg damals ein länderübergreifendes Projekt und hatte damit eine höhere bürokratische Hürde zu überwinden, zum anderen wurde eine Konkurrenzsituation zu den bestehenden Bahnstrecken und geplanten anderen Nord-Süd-Verbindungen befürchtet.
Auf preußischer Seite verfolgten die Städte Pretzsch, Schmiedeberg, Kemberg und Düben das Bahnprojekt weiterhin energisch. Durch einen Erlass vom 29. März 1873 wurde der Bau einer Linie von Wittenberg über Düben und Eilenburg nach Wurzen genehmigt. Ein Staatsvertrag mit Sachsen sollte geschlossen werden, jedoch zog sich die mit dem Projekt beauftragte Berlin-Anhaltische Eisenbahn-Gesellschaft aufgrund fehlender Rentabilitäts-Aussichten zurück. Nach Intervention des Eilenburger Bürgermeisters Emil Schrecker wurde stattdessen die Muldenthal-Eisenbahngesellschaft ins Boot geholt. Aber auch diese Initiative scheiterte, unter anderem am Widerstand Sachsens. Dort waren die Kommunen entlang der gedachten Muldentalbahn weiterhin sehr aktiv. Die 1872 gegründete Muldenthal-Eisenbahngesellschaft verfügte bald über die notwendigen finanziellen Mittel, um mit dem Bau zu beginnen. Bis 1877 war die gesamte Strecke zwischen Glauchau und Wurzen in Betrieb gegangen. Da die Stadt Wurzen eine Weiterführung nach Eilenburg weiterhin anstrebte, wurde der Bahnhof (Wurzen Nordbahnhof) in einer dafür günstigen Lage errichtet. 1878 erreichte den sächsischen Landtag eine Petition für die Fortsetzung bis Eilenburg. Allerdings hatte die sächsische Regierung kein Interesse an diesem Projekt, da man Fahrgastverluste für die zwei Jahre zuvor verstaatlichte Bahnstrecke Leipzig–Dresden befürchtete.
Nachdem die Städte in der Dübener Heide mit der Strecke (Wittenberg–)Pretzsch–Eilenburg 1895 einen Bahnanschluss erhalten hatten, mehrten sich wieder die Stimmen, die nun noch bestehende Lücke zwischen Eilenburg und Wurzen zu schließen. Im Jahr 1898 sandte der Eilenburger Bürgermeister Ludwig Sydow ein solches Gesuch an das preußische Ministerium der öffentlichen Arbeiten, das in Preußen für den Verkehr zuständig war. Die Provinzialregierung in Merseburg wies das Ansinnen wiederum ab mit der Begründung, dass auf dieser Verbindung „ein allgemeines Verkehrsbedürfnis nicht vorliegend“ sei. In den folgenden Jahren reichten sowohl Wurzen als auch Eilenburg mehrere Eingaben ein, deren Erfolg aber jeweils ausblieb. Allein die Stadt Eilenburg brachte zwischen 1863 und 1914 in dieser Sache 39 Petitionen auf den Weg.

### Das Bahnprojekt wird konkret
Mit der Expansion der Natursteinwerke in den Hohburger Bergen erhielt das Bahnprojekt ab 1912 wieder Aufwind. Die Einnahmen für das zu erwartende große Frachtaufkommen ließen das Interesse auf sächsischer wie auf preußischer Seite steigen. Am 11. Juni 1914 genehmigte das in Sachsen für den Eisenbahnbau zuständige Finanzministerium die Verordnung zum Bau und Betrieb der Bahnstrecke. Ein Staatsvertrag zwischen Sachsen und Preußen wurde ausgearbeitet und erhielt am 8. Mai 1915 Rechtskraft. Die Federführung beim Bau und Betrieb lag demnach bei Sachsen, das auch eine erste Baurate bewilligt hatte. Nachdem drei Varianten für den Linienverlauf untersucht worden waren und den Einwänden und Wünschen der anliegenden Gemeinden Rechnung getragen wurde, legte man die Linienführung am 12. April 1917 endgültig fest. Der Landerwerb für die abgesteckte Trasse konnte nun beginnen, jedoch hatten sich die Vorzeichen durch den nunmehr fast drei Jahre dauernden Ersten Weltkrieg wesentlich geändert. Das Projekt wurde abermals auf Eis gelegt. Nach dem Krieg gab es zunächst keine Aussicht auf einen schnellen Bau.
Durch Reichsgesetz waren Gemeinden ab 1919 verpflichtet, Land für den Bahnbau kostenfrei zur Verfügung zu stellen. Außerdem hatten sich Betriebe und sonstige Nutznießer eines Bahnbaus fortan finanziell an diesem zu beteiligen. Für die Bahnstrecke Wurzen–Eilenburg bedeutete dies die Initialzündung für den Weiterbau. Ein Neubauamt in Wurzen wurde gegründet. Die Enteignungsverhandlungen begannen im Mai 1919. Das führte zu neuerlichen Schwierigkeiten, denn nun gab es Widerstand aus den anliegenden Gemeinden, denen die Lasten der ausgehandelten Entschädigungszahlungen auferlegt waren. Außerdem kam nun auch Ablehnung von den zur Kasse gebetenen Steinbruchbetrieben. Dennoch setzten das Neubauamt und die zuständige Amtshauptmannschaft Grimma die Einteignungsverhandlungen unbeirrt fort. Nach zwei Versammlungen einigte man sich auf die Gründung eines Gemeindeverbands, der die Kosten tragen sollte. Bis dieser ausreichend Geld beschafft hatte, übernahm die Staatsbahnverwaltung vorerst die Entschädigungszahlungen. Bis Ende 1921 war das benötigte Land vollständig in Staatsbesitz und waren alle Entschädigungen ausgezahlt. Infolge der Hyperinflation 1923 stellte der Verband die Zahlungen an die Eisenbahnverwaltung ein. Es folgte ein über 20-jähriger Rechtsstreit mit der Reichsbahndirektion Dresden, der schließlich zu Gunsten der Gemeinden entschieden wurde.

### Bau und Betrieb
Nachdem die sächsische Staatsbahn ab September 1919 in den Besitz der ersten Grundstücke gelangt war, begann das Neubauamt Wurzen mit den Ausschreibungen für die auszuführenden Arbeiten. Da die bisherigen Ländereisenbahnen im April 1920 in Reichseigentum überführt wurden, war das Reich nun federführend beim Bau und musste sich über die Reichsbahn an den Kosten beteiligen. Für die aufwändigen Erdarbeiten kam ein Dampfbagger zum Einsatz, die Erdmassen wurden mittels Feldbahn abtransportiert. Die Arbeiterzahl von 235 wurde später auf bis zu 443 erhöht. 1923 wurden infolge der Inflation sämtliche Arbeiten eingestellt. Zu dem Zeitpunkt waren die Erdarbeiten beendet und die Brücken weitgehend fertiggestellt. Auch Gleise waren teilweise bereits verlegt worden. Nach einem Jahr der Zwangspause wurde das Bahnprojekt in das Arbeitsbeschaffungsprogramm des Reiches aufgenommen und konnten die Arbeiten fortgesetzt werden. Allerdings musste nun an mehreren Stellen gespart werden. So entstanden statt der geplanten repräsentativen Empfangsgebäude nur kleine Gebäude im Bungalowstil. Als Nebengebäude und Lagerschuppen fanden die Kästen ausgemusterter Eisenbahnwagen eine Nachnutzung. Der geplante Bahnhof Roitzsch entfiel, es entstand lediglich ein Haltepunkt. Durch ungenügende Baugrunduntersuchungen gab es Schwierigkeiten beim Bau einiger Brücken. Dies betraf die beiden Lossabrücken in Kleinzschepa und Eilenburg sowie eine Brücke bei Röcknitz (siehe Abschnitt Ingenieurbauten).
Da die Steinindustrie auf eine Betriebsaufnahme drängte, eröffnete die Reichsbahn die Strecke etappenweise:
- 20. August 1926: Güterverkehr zwischen Wurzen und Zschepa-Hohburg
- 7. März 1927: Güterverkehr im weiteren Verlauf von Zschepa-Hohburg bis Eilenburg
- 1. April 1927: Aufnahme des durchgehenden Personenverkehrs zwischen Wurzen und Eilenburg

Aufgrund der angespannten Haushaltslagen verzichteten die Städte Eilenburg und Wurzen auf Feierlichkeiten. Auch eine Eröffnungssonderfahrt fand nicht statt. In den Gemeinden gab es bei Einfahrt des ersten regulären Personenzuges kurze Ansprachen sowie ein kleines Vereinsprogramm. Eine inoffizielle Eröffnungsveranstaltung mit Vertretern aus den anliegenden Städten und Gemeinden gab es in Kleinzschepa. Seither kamen tausende Tonnen Gestein zum Versand während der Personenverkehr stets eine untergeordnete Rolle spielte (siehe Abschnitt Betrieb). Im Jahr 1967 entstand östlich vor Wurzen der rund 1,2 Kilometer lange Kornhainer Verbindungsbogen, der eine direkte Befahrung nach Eilenburg aus Richtung Dresden ohne Fahrtrichtungswechsel im Bahnhof Wurzen ermöglichte. Dies diente in erster Linie zur Umfahrung des Eisenbahnknotens Leipzig und wurde bei Umleitungen genutzt.

### Stilllegungen
Nach knapp mehr als 50 Jahren endete am 27. Mai 1978 der planmäßige Reisezugverkehr auf der Strecke. Der rege Güterverkehr sorgte zunächst dafür, dass die Bahnanlagen weiter gebraucht wurden und in ihrem ursprünglichen Umfang erhalten blieben. Nach 1990 sank das Transportaufkommen massiv bis ab 2001 der Steinbruch Lüptitz als einziger Güterkunde verblieb. Im Jahr 1994 wurde die „Kornhainer Kurve“ nach 27 Betriebsjahren stillgelegt und bald darauf abgebaut. Im Zusammenhang mit dem Ausbau der Hauptbahn Leipzig–Dresden wurde der Streckenabschnitt zwischen Wurzen und dem Abzweig Lüptitz am 31. Mai 1999 stillgelegt und in der Folgezeit an mehreren Stellen, insbesondere an Straßenkreuzungen, zurückgebaut. Im August 2002 wurde durch das Muldehochwasser der Bahndamm zwischen dem Abzweig von der Hauptbahn Halle–Cottbus und dem ehemaligen Haltepunkt Eilenburg Süd weggespült. Er wurde in der Folge neu aufgebaut.
Am 30. September 2005 legte die DB Netz das Reststück Eilenburg–Lüptitz still. Die Trasse wurde von den anliegenden Sächsischen Quarzporphyr-Werken übernommen und als Anschlussbahn nach Verordnung über den Bau und Betrieb von Anschlussbahnen weiterbetrieben. Die Regio Infra Service Sachsen übernahm 2019 die Betriebsführung auf der Strecke. Seitdem fungiert der Zugleiter Frankenberg (Sachs) als Rangierkoordinator.

## Streckenbeschreibung

### Verlauf

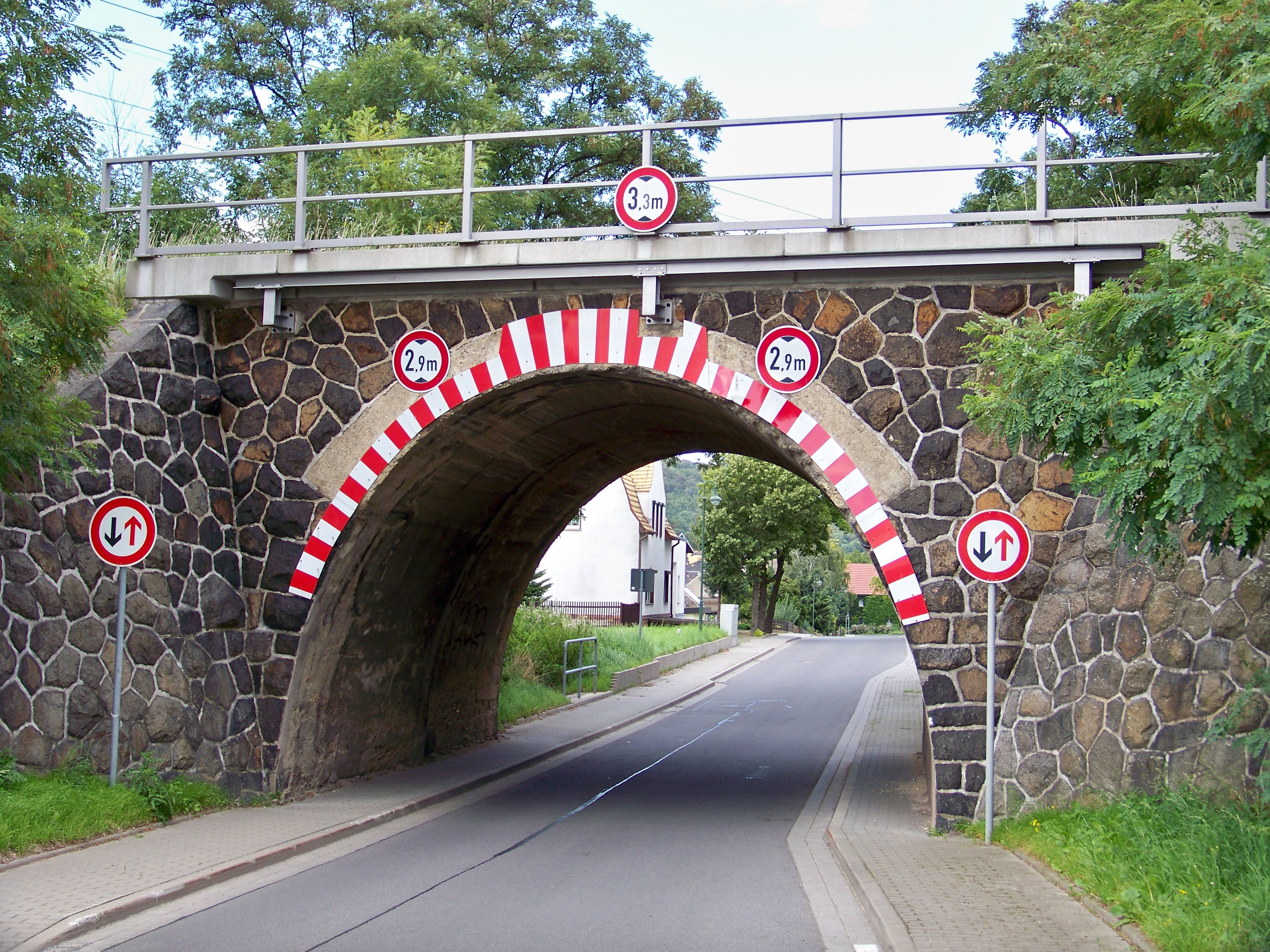
Eines der charakteristischen kleinen Brückenbauwerke entlang der Strecke in Kleinzschepa

Die Strecke verließ den Bahnhof Wurzen in östlicher Richtung. Nach wenigen hundert Metern zweigte in südliche Richtung die Muldentalbahn ab. Vorbei am Unterwerk und am Lokbahnhof Wurzen verlief das Gleis ein kurzes Stück parallel zur Hauptstrecke Leipzig–Dresden. Bis heute ist ein kurzes Stück bis zum Unterwerk betriebsbereit und befahrbar. Das Streckengleis verschwenkte erst leicht nach Süden, um dann in einem Einschnitt verlaufend mit starkem Linksbogen nach Norden sowohl die Hauptbahn als auch die Bundesstraße 6 zu unterqueren. Nach rund 2,6 Kilometern mündete am Abzweig Kornhain E von Osten kommend das strategische Verbindungsgleis aus Richtung der Hauptbahn. Vorbei an Wiesen und Feldern wird zunächst der Haltepunkt Roitzsch (Wurzen Ost) erreicht. Danach folgt ein geradliniger Verlauf nach Norden. In einem Einschnitt wurde die Torgauer Straße (Staatsstraße  23) unterquert, um nach wenigen hundert Metern den Bahnhof Lüptitz zu erreichen. Hier zweigt der einzig noch betriebene Anschluss in südwestlicher Richtung ab. Das ehemalige Streckengleis dient südlich vom Bahnhof Lüptitz noch mehrere hundert Meter der Abstellung von Güterwagen für den Steinbruch. Vorbei an Lüptitz wird der Durchstich durch das harte Gestein des Wolfsberges passiert. In leichter Neigung führt die Trasse zum ehemaligen Bahnhof Zschepa-Hohburg, wo ebenfalls eine Anschlussbahn ihren Anfang nahm. Nach Verlassen des Bahnhofs wird mit einer zweibogigen 14 Meter hohen Brücke das Lossatal überquert. Bald darauf schwenkt die Strecke in nordwestliche Richtung und passiert rechtsseitig den viergleisigen Betriebsbahnhof (WÜST) Röcknitz. Hier hatte einst die Anschlussbahn aus Doberschütz ihren Endpunkt, die eine direkt Verbindung zur Hauptbahn Halle–Cottbus herstellte. Von hier an geht es westwärts bis zum Bahnhof Collmen-Böhlitz, wo in nordöstlicher Richtung wieder ein Steinbruch-Anschlussgleis abzweigte. Weiter Richtung Westen werden nach zwei Eisenbahnüberführungen und zwei Straßenüberführungen der ehemalige Bahnhof Thallwitz erreicht, wo neben Resten des Bahnhofs noch das repräsentative Gebäude der Bahnmeisterei vorhanden ist. Von nun an geht es in einem Geländeeinschnitt in einer Rechtskurve wieder gen Norden auf Eilenburg zu. Am ehemaligen Haltepunkt Eilenburg Süd macht das Gleis eine Linkskurve um am bis heute besetzten Stellwerk Aw in die Bahnstrecke Halle–Cottbus einzumünden. Mit dieser gelangt die Strecke über die Muldebrücke in den Bahnhof Eilenburg.

### Betriebsstellen
Wurzen ⊙
Der Bahnhof Wurzen liegt an der ersten deutschen Ferneisenbahnstrecke Leipzig–Dresden und wurde 1839 eröffnet. Im Bahnhof Wurzen begannen und endeten die Züge aus Eilenburg in der Regel am Gleis 6. Mit dem Ausbau der Hauptstrecke Leipzig–Dresden wurde der Wurzener Bahnhof 1999 umgestaltet. Der Strecke nach Eilenburg wurde bei diesen Arbeiten nicht berücksichtigt. Der Bogen zur Ausfädelung kann seitdem nicht mehr befahren werden und wurde in Teilen abgebaut. Auf Höhe der Hauptbahn und der Bundesstraße 6 ist sie bereits überbaut worden.
Wurzen Ost ⊙
Der Haltepunkt wurde im Jahr 1926 errichtet und trug zunächst die Bezeichnung Roitzsch (b Wurzen). Er lag östlich außerhalb der namensgebenden Gemeinde und bestand aus einem Seitenbahnsteig am Streckengleis, einem Wartehäuschen und einem kleinen Abortgebäude. Der ursprünglich angedachte Bau eines dreigleisigen Bahnhofs nebst Güterladestelle, für den die Erdarbeiten bereits ausgeführt waren, fiel Sparzwängen zum Opfer. Nach der Eingemeindung des Ortes Roitzsch in die Stadt Wurzen erfolgte 1952 die Umbenennung in Wurzen Ost. Die Frequentierung der Haltestelle war äußert gering. So erfolgte die Schließung 1967 noch weit vor der Einstellung des Personenverkehrs. Bis auf das stillgelegte Gleisstück gibt es hier keine sichtbaren Relikte.
Lüptitz ⊙
In Lüptitz wurde der Bahnhof südwestlich des Ortskerns angelegt. Die Verkehrsstation umfasste drei Gleise, davon am Streckengleis (Gleis 1) einen 200 Meter langen Bahnsteig. Es gab ein kleines Empfangsgebäude und ein Aborthäuschen, die beide zu einem unbekannten Zeitpunkt abgerissen wurden. Entlang Gleis 3 wurde eine Ladestraße angelegt. Es zweigt hier in südöstlicher Richtung die Anschlussbahn in das Hartsteinwerk Lüptitz ab. Durch den regen Anschlussbetrieb werden die Gleisanlagen des kleinen Bahnhofs heute (2023) noch in ihrem ursprünglichen Umfang erhalten und genutzt. Lüptitz ist heute Ausgangspunkt der Strecke, die nur noch Richtung Eilenburg befahrbar ist.
Zschepa-Hohburg ⊙
Der Bahnhof Zschepa-Hohburg liegt am südwestlichen Rand von Kleinzschepa, die ebenfalls namensgebenden Orte Großzschepa und Hohburg sind jeweils mehr als einen Kilometer entfernt. Zschepa-Hohburg besaß vier Gleise. Das Empfangsgebäude im Bungalowstil war aus Ziegelmauerwerk aufgebaut und mit Holz verkleidet. Es gab ein separates Abtritthäuschen, eine Ladestraße mit Laderampe sowie ein Eisenbahnerwohnhaus. Der Bahnsteig befand sich an Gleis 1 (Hausbahnsteig) und maß 205 Meter. Im Bahnhof zweigte die Anschlussbahn in das Hohburger Kaolinwerk ab. Bis Anfang der 1990er-Jahre gab es noch kleinere Nebenanschließer. Heute sind sämtliche Gleisanlagen vom Streckengleis getrennt. Das Empfangsgebäude steht leer und verfällt. Das Wohnhaus wird weiterhin genutzt.
Röcknitz ⊙
Der Bahnhof Röcknitz befindet sich fernab des namensgebenden Ortes und ist ein reiner Betriebsbahnhof. Neben dem Streckengleis erstreckt sich eine Gleisharfe mit vier durchgehenden Gleisen. Im Bahnhof zweigt die Anschlussbahn in den Steinbruch Frauenberg der Sächsischen Quarzporphyrwerke ab. Bis zu dessen Aufgabe 2001 wurden hier die Güterzüge des Werks übergeben. Einst endete in dem Bahnhof die durchgehende Anschlussbahn aus Doberschütz an der Bahnstrecke Halle–Cottbus. Die Anlagen sind vollständig erhalten und an das Streckengleis angeschlossen, wurden jedoch augenscheinlich seit längerem nicht mehr genutzt. Vom Bahnhof Röcknitz zweigte zudem in südöstlicher Richtung eine Anschlussbahn in den Steinbruch Löbenberg ab, die heute vollständig abgebaut ist.
Collmen-Böhlitz ⊙
Collmen-Böhlitz erhielt einen Bahnhof südlich der Ortslage. Der einst größte Bahnhof entlang der Strecke war ausgestattet mit vier Gleisen, dem Empfangsgebäude, einer Ladestraße, einem Güterschuppen, einem Beamtenwohnhaus und verschiedenen Nebengebäuden. Für das Empfangsgebäude kam die gleiche Bauart wie in Zschepa-Hohburg zur Ausführung. Die beiden Bahnsteige hatten eine Länge von 200 bzw. 235 Metern. 1934 wurde das vorhandene Kreuzungs- und Überholgleis verlängert. Nach dem Ende des Personenverkehrs blieb Collmen-Böhlitz als Güterbahnhof erhalten. Mittlerweile ist das Gleis 1 (Hausbahnsteig) zurückgebaut, wobei das Planum noch vorhanden ist. Die Gleise 3 und 4 sind heute (2023) noch von Osten her an das Streckengleis angeschlossen, jedoch nicht mehr befahrbar. Die Weiche in der westlichen Bahnhofseinfahrt wurde ausgebaut. Das Empfangs- und die Nebengebäude sind vorhanden, verfallen aber zusehends. Das Wohnhaus ist nach wie vor als solches in Nutzung.
Thallwitz ⊙
Der Bahnhof Thallwitz lag nördlich der namensgebenden Gemeinde. Der ursprünglich dreigleisig angelegte Bahnhof verfügte über ein Empfangsgebäude in wiederkehrender Bauart, eine Ladestraße und einen Güterschuppen. Außerdem befand sich hier zu Beginn die für die Strecke zuständige Bahnmeisterei. Letztere wurde bereits 1931 wieder aufgelöst und ihre Aufgaben an die Bahnmeisterei Wurzen übergeben. 1967 wurde der örtliche Güterverkehr eingestellt und der Bahnhof zum Haltepunkt zurückgebaut, nachdem zuvor schon dritte Gleis entfernt worden war. 1968 wurde die Fahrkartenausgabe geschlossen. Das vom Streckengleis getrennte zweite Gleis und der Bahnsteig sind heute (2023) noch vorhanden. Das Gebäude der ehemaligen Bahnmeisterei ist saniert und dient als Wohnhaus. Die übrigen Hochbauten wurden mittlerweile abgerissen.
Eilenburg Süd ⊙

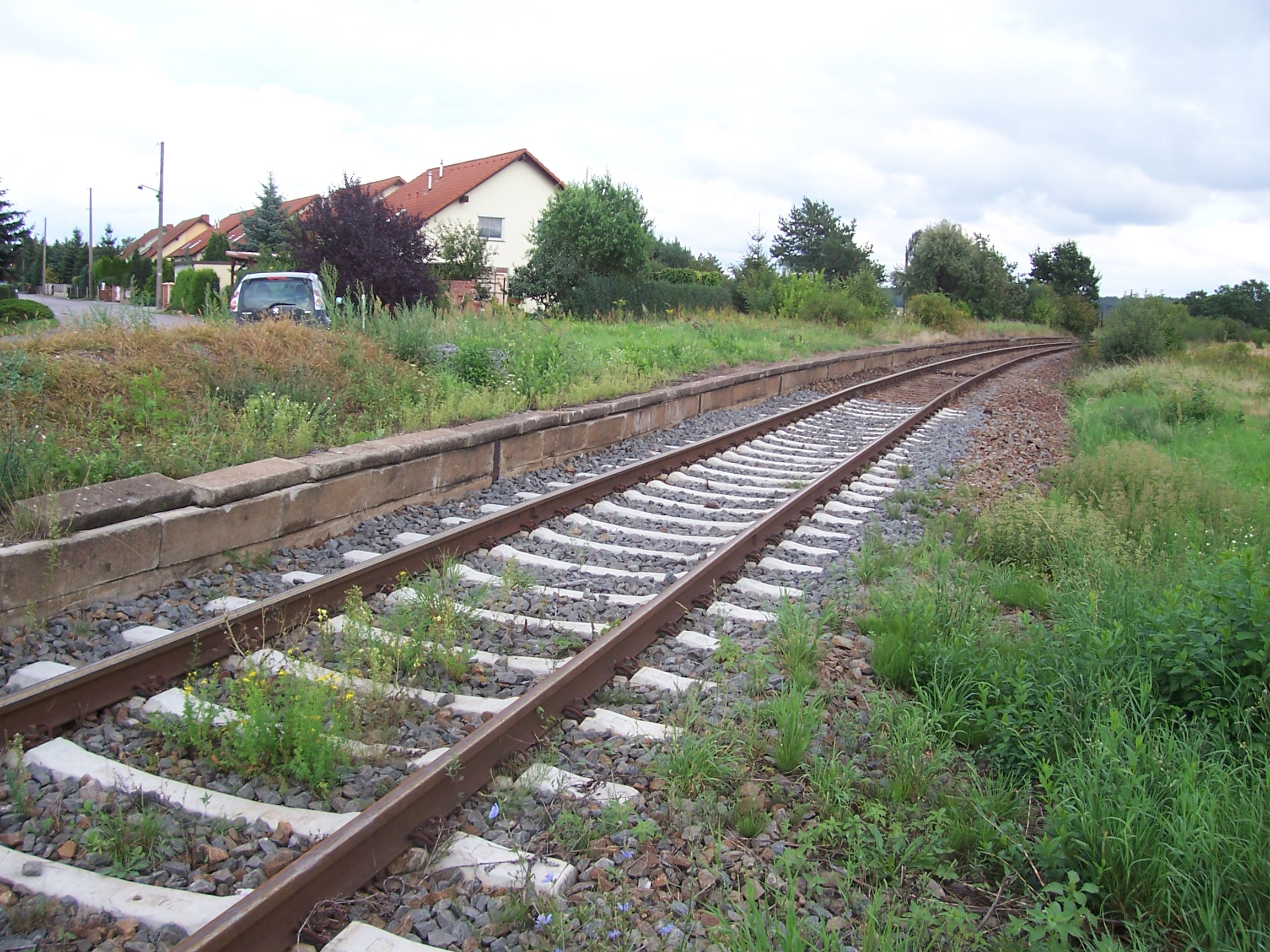
Bahnsteig des ehem. Haltepunkts Eilenburg Süd (2007)

Der Haltepunkt Eilenburg Süd befand sich am Ende der heutigen Florian-Geyer-Straße weitab von den kompakten Siedlungsbereichen des Stadtteils Eilenburg-Ost. Seine Bedeutung war von jeher gering. Die Reiseverkehranlage der unbesetzten Verkehrsstation bestand aus einem Seitenbahnsteig am Streckengleis sowie einem hölzernen Wartehäuschen und einem Abtritt, die 1926 errichtet wurden. Nach der Einstellung des Personenverkehrs wurden die Hochbauten abgerissen. Die Bahnsteigkante war noch 2007 vorhanden, ist mittlerweile jedoch entfernt worden.
Eilenburg ⊙
Der Bahnhof Eilenburg wurde 1872 eröffnet. Hier treffen die Bahnstrecken von Leipzig und von Pretzsch auf die Hauptbahn Halle–Cottbus. Am Stellwerk Aw östlich der Muldebrücke wird das Wurzener Gleis in die Hauptbahn eingebunden. Die Personenzüge endeten gewöhnlich am Gleis 5, einem Zungenbahnsteig in Verlängerung von Bahnsteig 2. Prinzipiell erlaubte der Gleisplan eine Ein- und Ausfahrt in alle Bahnsteiggleise. Der Wurzener Bahnsteig ist noch vorhanden, die Gleise jedoch nicht mehr an das Netz angeschlossen.

### Ingenieurbauten
Charakteristisch für die Strecke sind die vielen kleinen Brückenbauwerke über die verschiedenen Ortsverbindungsstraßen, wodurch die Strecke zum größten Teil niveaufrei ausgeführt ist. Insgesamt wurden für den Streckenbau 13 Eisenbahnüberführungen, acht Straßenüberführungen und das Kreuzungsbauwerk mit der Bahnstrecke Leipzig–Dresden errichtet. In Eilenburg wurde die vorhandene Muldebrücke genutzt. Die Eisenbahnüberführung über die Lossa in Eilenburg musste aufgrund von Baumängeln noch vor der Streckeneröffnung abgetragen werden und war nie regulär in Betrieb. Für den Bau der Verbindungskurve Kornhain bei Wurzen im Jahr 1967 wurde eine weitere Straßenüberführung der Fernverkehrsstraße 6 notwendig. Das neuste Brückenbauwerk ist die Straßenüberführung der Bundesstraße 87 in Eilenburg, die 2004 im Zuge der neuen Ortsumgehung errichtet wurde. Die – abgesehen von der Muldebrücke Eilenburg – größte Brücke liegt nahe Kleinzschepa und überspannt auf einer Länge von 40 Metern das Lossatal. Mehrere der Brückenbauwerke sind eingetragene Kulturdenkmale in der Landesdenkmalliste.
Sechs Brücken wurden mittlerweile zurückgebaut, eine wurde nach ihrer Zerstörung im Zweiten Weltkrieg nicht wieder aufgebaut. Die nicht mehr vorhandenen Bauwerke sind in der unten stehenden Tabelle blau hinterlegt.
| Nummer | km     | Foto                       | Name                                         | Länge            | Beschreibung | Lage   |
| ------ | ------ | -------------------------- | -------------------------------------------- | ---------------- | --- | ------ |
| 1      | 1,855  |                            | SÜ Nemter Weg                                |                  | Die Straßenüberführung Nemter Weg überbrückte den Geländeeinschnitt der Bahnstrecke südlich von Wurzen. Es handelte sich um eine dreibogige Betonbrücke. Sie wurde nach 1999 abgerissen, der Einschnitt verfüllt und mit einer neuen Fahrbahn überbaut. | Karten |
| 2      | 1,961  |                            | Kreuzungsbauwerk Bahnstrecke Leipzig–Dresden | 8 m              | Für die Ausfädelung aus dem Bahnhof Wurzen entschied man sich eine höhenfreie Kreuzung. Dafür war die Schaffung eines Gleisbogens in einem Geländeeinschnitt sowie der Bau eines Kreuzungsbauwerks mit der Bahnstrecke Leipzig–Dresden notwendig. Die Brücke zur Unterführung der eingleisigen Nebenbahn hatte eine Höhe von 8 Metern und eine Breite von 6 Metern. Die Betonbrücke mit rechteckigem Durchlass wurde im Juli 1923 nach knapp einjähriger Bauzeit fertiggestellt. Im Zuge des Streckenausbaus der Hauptbahn wurde das Kreuzungsbauwerk abgerissen und das Gelände verfüllt. | Karten |
| 3      | 2,255  |                            | SÜ Dresdener Straße (Bundesstraße 6)         |                  | Die Straßenüberführung der Dresdener Straße war eine weite einbogige Betonbrücke, die mit Zyklopenmauerwerk verblendet wurde. Sie wurde im Zuge des Ausbaus der Bundesstraße 6 zurückgebaut und der Geländeeinschnitt an dieser Stelle aufgefüllt. | Karten |
| 4      | 4,806  |                            | SÜ Torgauer Straße (Staatsstraße 23)         |                  | Die Straßenüberführung der Torgauer Straße war in ähnlicher Bauart wie die SÜ Dresdener Straße ausgeführt. Anders als dort wurde diese Brücke aber mit Quadermauerwerk verblendet. Im Zuge des grundhaften Ausbaus der Staatsstraße 23 östlich von Wurzen wurde das Brückenbauwerk 2013 abgerissen. Da sich die ehemalige Bahntrasse mittlerweile zu einer Wildwechselroute entwickelt hatte, entschied man sich für den Neubau einer Brücke in gleicher Lage als Wilddurchlass. Dieses Bauwerk wurde 2014 fertiggestellt. | Karten |
| 5      | 5,779  | Weitere Bilder bei Commons | EÜ Kautzschenweg                             | ~10 m            | Die rund 10 Meter lange Eisenbahnüberführung Kautzschenweg liegt zwischen dem Bahnhof Lüptitz und dem Anschluss ins Hartsteinwerk Lüptitz. Die segmentbogige Brücke aus augenscheinlich geschaltem Beton ist mit Quaderwerk verblendet. Der Überbau besteht aus einer neuen Farbahnwanne aus Beton. | Karten |
| 6      | 6,298  | Weitere Bilder bei Commons | EÜ Goethestraße                              | 12 m             | Die Überführung der Goethestraße in Lüptitz erfolgt mit einer Rundbogenbrücke. Die Konstruktion des 12 Meter langen Bauwerks besteht in den Widerlagern und im Bogen vermutlich aus Stampfbeton. Die Stirnseiten der Brücke sind ebenso wie die seitlichen Flügelmauern mit Natursteinmauerwerk in Quaderform verkleidet. Der eingleisige Überbau besteht aus einer erneuerten Fahrbahnwanne aus Beton. Aufgrund ihrer verkehrsgeschichtlichen Bedeutung ist die Brücke in die sächsische Landesdenkmalliste aufgenommen worden. | Karten |
| 7      | 6,650  | Weitere Bilder bei Commons | EÜ Alte Hohburger Straße                     | 19 m             | In Lüptitz wird die Alte Hohburger Straße mit einem Brückenbauwerk diagonal gekreuzt. Die Brücke wurde in Beton errichtet und besitzt einen segmentbogigen Durchlass. Die Widerlager und Flügelmauern sind in wiederkehrender Art mit Quadermauerwerk verblendet, wobei die Bogenstirn in Sichtbeton ausgeführt ist. Auch hier wurde der eingleisige Überbau mit einer neuen Fahrbahnwanne aus Beton versehen. Aufgrund ihrer verkehrs- und technikgeschichtlichen Bedeutung genießt die Brücke Denkmalschutz. | Karten |
| 8      | 7,246  | Weitere Bilder bei Commons | SÜ Wirtschaftsweg                            | ~33 m            | Die Straßenüberführung eines Wirtschaftsweges nördlich von Lüptitz ist als dreibogige Brücke mit Segmentbogenöffnungen ausgeführt. Die drei Bögen sind einschließlich der Bogenstirn in Sichtbeton gehalten. Die Verblendung von Brücke und Pfeilern erfolgte mit Feldsteinen sowie Quaderwerk an der Ecken der Pfeiler. Die Brücke überführte ursprünglich einen Wirtschaftsweg, welcher heute nicht mehr vorhanden ist. Auf der ehemaligen Brückenfahrbahn, die heute gegen Betreten gesichert ist, verläuft seit vielen Jahren eine Rohrleitung. | Karten |
| 9      | 8,436  | Weitere Bilder bei Commons | EÜ Am Bahnhof                                | 10 m             | Die Eisenbahnüberführung Am Bahnhof in Kleinzschepa war für das Überhol- und Kreuzungsgleis des Bahnhofs Zschepa-Hohburg ursprünglich zweigleisig angelegt. Die Brücke ist in wiederkehrender Bauart errichtet. Für die Konstruktion der Widerlager und des leicht überhöhten Bogens kam vermutlich Stampfbeton zum Einsatz. Die Stirnseiten der Brücke sind mit Ausnahme der Bogenstirn ebenso wie die seitlichen Flügelmauern mit Zyklopenmauerwerk verblendet. Der Überbau mit einer Fahrbahnwanne aus Beton ist neueren Datums. Die Brücke ist aufgrund ihrer verkehrsgeschichtlichen Bedeutung ein eingetragenes Kulturdenkmal in der sächsischem Landesdenkmalliste. | Karten |
| 10     | 8,628  | Weitere Bilder bei Commons | EÜ Lossatal                                  | 40 m             | Die Eisenbahnüberführung über das Lossatal in Kleinzschepa wurde 1927 durch die Baufirma Richter, Kammerling & Co. aus Leipzig errichtet. Sie ersetzte ein nie in Betrieb gegangenes Bauwerk aus zwei Bruchsteinbögen, das 1922/23 von der Firma Ferdinand Mothes aus Zwickau gebaut wurde. Bei diesem ersten Bauwerk zeigten sich Setzungsrisse am Gewölbe und den Widerlagern, nachdem diese überschüttet worden waren. Daher kam es 1924 zu einem Teilrückbau und der Sicherung durch das Baugeschäft Jahn aus Lüptitz. Eine 1925 geplante Sanierung mit Betonbögen scheiterte, sodass die Reste der Brücke bis November 1926 durch Firma Römer aus Eilenburg abgebrochen wurden. Die 40 Meter lange und 14 Meter hohe Brücke ist als zweibogige Stahlbetonbrücke ausgeführt und unterscheidet sich in der Gestaltung wesentlich von den anderen Brückenbauwerken entlang der Strecke. Die Überwölbungen sind polygonal; der Mittelpfeiler ruht auf einem rechteckigen Grundriss. Ein umlaufendes Gesims trennt den Pfeiler optisch vom Träger. Ein weiteres Gesims befindet sich an den Stirnseiten unterhalb der jeweils überstehenden Fahrbahnplatte, darüber ist beiderseits ein eisernes Geländer angebracht. Die Flügelmauern zu beiden Seiten der Widerlager sind ebenfalls aus Schalbeton. Ihre seitliche Fassung ist in Zyklopenmauerwerk ausgeführt. Die Lossatalbrücke ist aufgrund ihrer Konstruktion und Gestaltung von Seltenheitswert sowie verkehrsgeschichtlich und baugeschichtlich von Bedeutung. Sie ist unter der Objektnummer 08971480 ein eingetragenes Kulturdenkmal in der sächsischen Landesdenkmalliste. | Karten |
| 11     | 8,796  | Weitere Bilder bei Commons | EÜ Am Klärwerk                               |                  | Die Zufahrt zum Klärwerk Kleinzschepa wurde als Bogenbrücke mit einer im Verlauf der Strecke einmaligen parabolischen Öffnung ausgeführt. Der Bogen und die Widerlager sind vermutlich aus Stampfbeton errichtet. Die Stirnseiten der Brücke sowie die seitlichen Flügelmauern besitzen mit Ausnahme der betonsichtigen Bogenstirn eine Verkleidung mit Zyklopenmauerwerk. Das Bauwerk überbrückt die eingleisige Strecke mitsamt einem Teil des an dieser Stelle sehr hohen Bahndamms, weswegen die Brücke deutlich breiter ausfällt und ein tunnelartiger Eindruck entsteht. Ihre verkehrs- und baugeschichtliche Bedeutung begründeten die Aufnahme der Brücke in die Landesdenkmalliste von Sachsen. | Karten |
| 12     | 9,176  | Weitere Bilder bei Commons | EÜ Wirtschaftsweg                            | ~10 m            | Für die Überführung eines Wirtschaftsweges nördlich von Kleinzschepa kam eine Rundbogenbrücke in wiederkehrender Bauart zur Ausführung. Das Blendwerk besteht aus Zyklopenmauerwerk, die Bogenstirn ist in Sichtbeton gehalten. Der einstige Feldweg ist im Bereich der Brücke überwuchert und diese damit aktuell nicht mehr unterfahrbar. | Karten |
| 13     | 10,400 | Weitere Bilder bei Commons | EÜ Röcknitzer Straße                         | 15 m             | Die Eisenbahnüberführung Röcknitzer Straße überbrückt die Ortsverbindungsstraße von Großzschepa nach Röcknitz nahe des Steinbruchs Frauenberg. Sie ist als Segmentbogenbrücke gestaltet. Die Verblendung erfolgte mit einer Mischung aus Quader- und Zyklopenmauerwerk. Nach der Fertigstellung zeigten sich Setzungsrisse an den Widerlagern, was eine aufwendige Sanierung erforderte und dem Bauwerk den volkstümlichen Namen Millionenbrücke einbrachte. Der eingleisige Überbau besitzt eine erneuerte Fahrbahnwanne aus Beton. | Karten |
| 14     | 12,730 | Weitere Bilder bei Commons | EÜ Lossaer Straße                            | ~17 m            | Die Eisenbahnbrücke Lossaer Straße liegt am südlichen Rand von Böhlitz. Sie ist weitgehend baugleich mit der EÜ Röcknitzer Straße. Die Überführung war zweigleisig angelegt, um das Kreuzungs- und Überholgleis des Bahnhofs Collmen-Böhlitz aufzunehmen. Mittlerweile wurde das zweite Gleis abgebaut. Auch diese Brücke erhielt einen neuen Überbau aus Beton. | Karten |
| 15     | 13,607 | Weitere Bilder bei Commons | SÜ Thallwitzer Straße                        | ~25 m            | Die Straßenüberführung Thallwitzer Straße kreuzt die Bahnstrecke im rechten Winkel und ist als dreibogige Brücke mit Segmentbogenöffnungen ausgeführt. Die Stirnseiten und die Pfeiler sind mit Quadermauerwerk verblendet. Der Straßenverkehr wird mit einem Geländer gesichert, das wahrscheinlich noch aus der Entstehungszeit der Brücke stammt. | Karten |
| 16     | 14,642 | Weitere Bilder bei Commons | SÜ Im Ilsental                               | ~18 m            | Die dreibogige Brücke Im Ilsental weist gestalterische Ähnlichkeiten mit der SÜ Thallwitzer Straße auf, ist aber anders als diese vollständig in Sichtbeton ausgeführt. Die auskragende Fahrbahn wird von einfachen Konsolen getragen, die sich jeweils auf Höhe der Geländerverankerungen befinden. Die Fahrbahn des nur schwach frequentierten Weges besitzt eine wassergebundene Decke. Sowohl die Fahrbahn als auch die Brücke selbst befinden sich in einem schlechten baulichen Zustand. | Karten |
| 17     | 15,781 | Weitere Bilder bei Commons | EÜ Wirtschaftsweg                            | 18 m             | Die Eisenbahnüberführung über einen Wirtschaftsweg nördlich von Thallwitz ist eine 18 Meter lange Rundbogenbrücke aus Beton mit einer Verblendung aus Quadermauerwerk. Sie wurde 1921 und 1922 durch das Baugeschäft Friedrich Müller aus Eilenburg errichtet. | Karten |
| 18     | 17,197 | Weitere Bilder bei Commons | SÜ Wirtschaftsweg                            |                  | Die ehemals dreibogige Betonbrücke nördlich von Thallwitz überführte einen Wirtschaftsweg. Im April 1945 wurde das mittlere Gewölbe von der Wehrmacht gesprengt, um den Vormarsch der amerikanischen Verbände auf Eilenburg aufzuhalten. Einen Wiederaufbau nach dem Krieg gab es nicht. Es erfolgte lediglich eine Stabilisierung mit Stahlträgern. Die Ruine ist bis heute vorhanden, eine Zuwegung ist nicht mehr vorhanden. | Karten |
| 19     | 17,399 | Weitere Bilder bei Commons | SÜ Kirschberg (Staatsstraße 11)              | ~50 m            | Die Straßenüberführung Kirschberg kreuzt die Bahnstrecke diagonal mit einem dreibogigen rund 50 Meter langen Brückenbauwerk. Sie ist vollständig in Sichtbeton ausgeführt. Die drei Durchlässe weisen Segmentbogenabschlüsse auf. Die Fahrbahn der viel befahrenen Staatsstraße 11 ist zweispurig und der Verkehr mit einem Geländer sowie Leitplanken gesichert. Wie die 200 Meter südlich gelegene SÜ Wirtschaftsweg wurde auch die Brücke 1945 von der Wehrmacht gesprengt, anders als diese allerdings bis 1948 wiederaufgebaut. | Karten |
| 20     | 18,264 | Weitere Bilder bei Commons | EÜ Wirtschaftsweg                            | ~8 m             | Die Eisenbahnüberführung über einen Wirtschaftsweg im Süden von Eilenburg ist als Rundbogenbrücke ausgeführt und gehört zu den kleinsten Brücken entlang der Strecke. Die Stirnseiten und Flügelmauern sind mit Quadermauerwerk verblendet, wobei die Bogenstirn betonsichtig ist. Die Brücke erfuhr nach 1999 eine Sanierung, bei der mehrere Anker zur Stabilisierung des Bogens eingebracht worden sind. | Karten |
| 21     | 18,718 | Weitere Bilder bei Commons | EÜ Bartholomäusaue                           | ~12 m            | Die Eisenbahnüberführung Bartholomäusaue gewährleistet die Zufahrt zu einem einzelnen Gehöft. Sie ist als Rundbogenbrücke mit Quaderwerk-Verblendung gestaltet. Die Bogenstirn ist auch hier in Sichtbeton gehalten. Die Konstruktion ist im Kern augenscheinlich mit Schalbeton errichtet. | Karten |
| 22     | 19,68  |                            | EÜ Lossa                                     | 73,5 m           | Kurz vor der Einmündung in die Hauptbahn bei Eilenburg kreuzte die Bahnstrecke das Flüsschen Lossa ein zweites Mal. Die rund 74 Meter lange Brücke wurde in der ersten Hälfte der 1920er-Jahre errichtet, etwa an der Stelle, wo sich heute die Straßenüberführung der B 87 befindet. Nachdem sich an der Lossabrücke Setzungsrisse gebildet hatten, entschied man sich statt eines Brückenneubaus für die Verlegung der Lossa, die nun seit 1926 südlich von Eilenburg in die Mulde abgeleitet wird. Damit wurde auch die Lossabrücke der Hauptbahn überflüssig. Deren Durchlässe wurden verfüllt, ohne dass die Brücke beseitigt wurde. | Karten |
| 23     | 19,700 | Weitere Bilder bei Commons | SÜ Bundesstraße 87                           | ~50 m            | Sie Straßenüberführung der Bundesstraße 87 wurde 2003 im Zuge der neuen Ortsumgehung Eilenburg errichtet. Das rund 50 Meter lange Bauwerk besitzt eine lichte Weite von 13 Metern und unterführt neben der Bahnstrecke einen Wirtschaftsweg. | Karten |
| 24     | 20,61  | Weitere Bilder bei Commons | EÜ Mulde                                     | 276 m (ex 330 m) | Die Eisenbahnüberführung über die Mulde und das Muldeflutbett wurde 1869/70 errichtet und maß ursprünglich 330 Metern. Sie wurde 1901/02 und 1906 jeweils um ein Gleis erweitert. 1927, dem Jahr der Eröffnung der Bahnstrecke Wurzen–Eilenburg, erfolgte ein Austausch der Überbauten unter Verwendung von Bauteilen der verfüllten Lossabrücke. 1945 wurde die Brücke von der Wehrmacht gesprengt. 1946 wurden die zwei östlichen Durchlässe verfüllt und die gewonnenen Überbauten zur Kriegsschadenbeseitigung verwendet. Die Züge aus Wurzen nutzten standardmäßig das südliche Gleis, jedoch war durch die Gleiswechsel östlich vor der Brücke prinzipiell eine Befahrung aller drei Gleise möglich. | Karten |

| Nummer | km   | Foto | Name                                 | Länge | Anmerkungen | Lage   |
| ------ | ---- | ---- | ------------------------------------ | ----- | --- | ------ |
| 1      | 0,88 |      | SÜ Dresdener Straße (Bundesstraße 6) |       | Für die Verbindungskurve bei Kornhain musste die Dresdener Straße gequert werden. Der Geländeeinschnitt der Strecke wurde mit einer auf zwei Pfeilern ruhenden Betonbrücke überquert, wobei das Streckengleis durch den weiten mittleren Durchlass verlief. Die seitlichen Durchlässe überbrückten die Böschung. Nachdem die Kurve 1994 stillgelegt wurde, war die Brücke noch mehrere Jahre vorhanden und wurde nach 1999 zurückgebaut. Der Einschnitt wurde an dieser Stelle für die Straßentrasse verfüllt. | Karten |

### Anschlussbahnen
Steinbruch Lüptitz

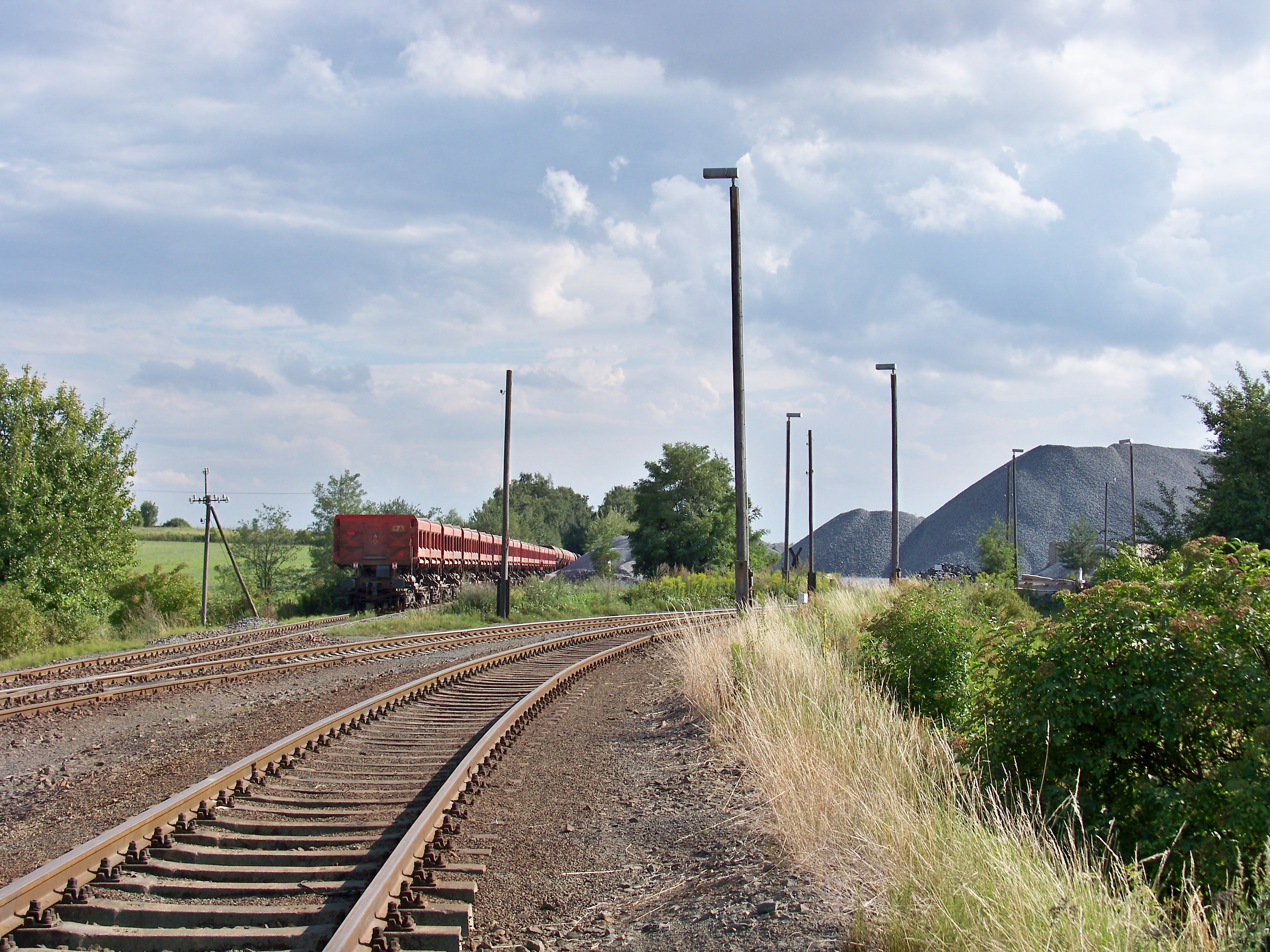
Der Abzweig ins Schotterwerk Lüptitz ist der einzige noch bediente Anschluss an der Strecke.

Die Anschlussbahn zum Steinbruch Lüptitz wurde 1927 im Auftrag der Firma Friedrich Zachmann aus Leipzig errichtet. Sie dient seither dem Versand des dort gebrochenen Gesteins. Die Firma Zachmann wurde nach dem Zweiten Weltkrieg enteignet und der Betrieb als VEB Quarzporphyr-Werke Lüptitz fortgeführt. Seit 1990 fördern hier die Sächsischen Quarz-Porphyr-Werke GmbH Röcknitz, anfangs ein Tochterunternehmen der Philipp Holzmann AG. Die Anschlussbahn zweigt knapp südlich der Bahnhofseinfahrt von Lüptitz ab. Der ursprünglich dreigleisige Betriebsbahnhof wurde mehrmals erweitert. Er umfasst heute sechs Gleise mit einer Länge von bis zu 350 Metern, davon drei Abholgleise, ein Zustellgleis und ein Ladegleis. Insgesamt umfasst die Anschlussbahn 2,5 Kilometer Gleisanlagen. Zur Abstellung dient auch das benachbarte Streckengleis, das wenige hundert Meter südlich des Anschlusses endet. Zum Einsatz kamen ab den 1970er-Jahren drei Werklokomotiven aus dem Lokomotivbau Karl Marx Babelsberg. Nach der Einstellung des Eisenbahnversands vom Werk Frauenberg 2001 ist Lüptitz der einzige noch betriebene Gleisanschluss an der Strecke.
Kaolinwerk Hohburg
Im Bahnhof Hohburg zweigte eine Anschlussbahn in das Kaolinwerk Hohburg ab. Hier wurde Kaolin abgebaut und vor Ort für die Porzellanindustrie verarbeitet. Der Anschluss war bereits 1919 projektiert worden, wurde jedoch zunächst nicht gebaut. Der Versand des Kaolins erfolgte über die Umschlageinrichtungen am Bahnhof Zschepa-Hohburg. Schließlich wurde die Anschlussbahn 1949 nach den Plänen von 1919 errichtet. Nach der Schließung der Kaolingrube übernahm das Mineralfutterwerk Hohburg die Betriebseinrichtungen. Es erhielt über den Gleisanschluss Rohstoffe wie Kalk, Phosphat u. ä. und versandte seine fertigen Produkte. Die Anschlussbahn verfügte über rund 2,5 Kilometer Gleise und 13 handbetriebene Weichen. Als Nebenanschließer wurde noch das in der Nähe des Bahnhofs Zschepa-Hohburg gelegene Agrochemische Zentrum Kleinzschepa bedient. Die Rangieraufgaben besorgten zwei Lokomotiven der Typen V 10 B und eine sowjetische  TGK 2-E 1. Der Anschluss wurde zuletzt 1991 genutzt und 1994 stillgelegt. Die Gleise der Anschlussbahn sind bis auf kleinere Reste vollständig abgebaut.
Steinbruch Frauenberg

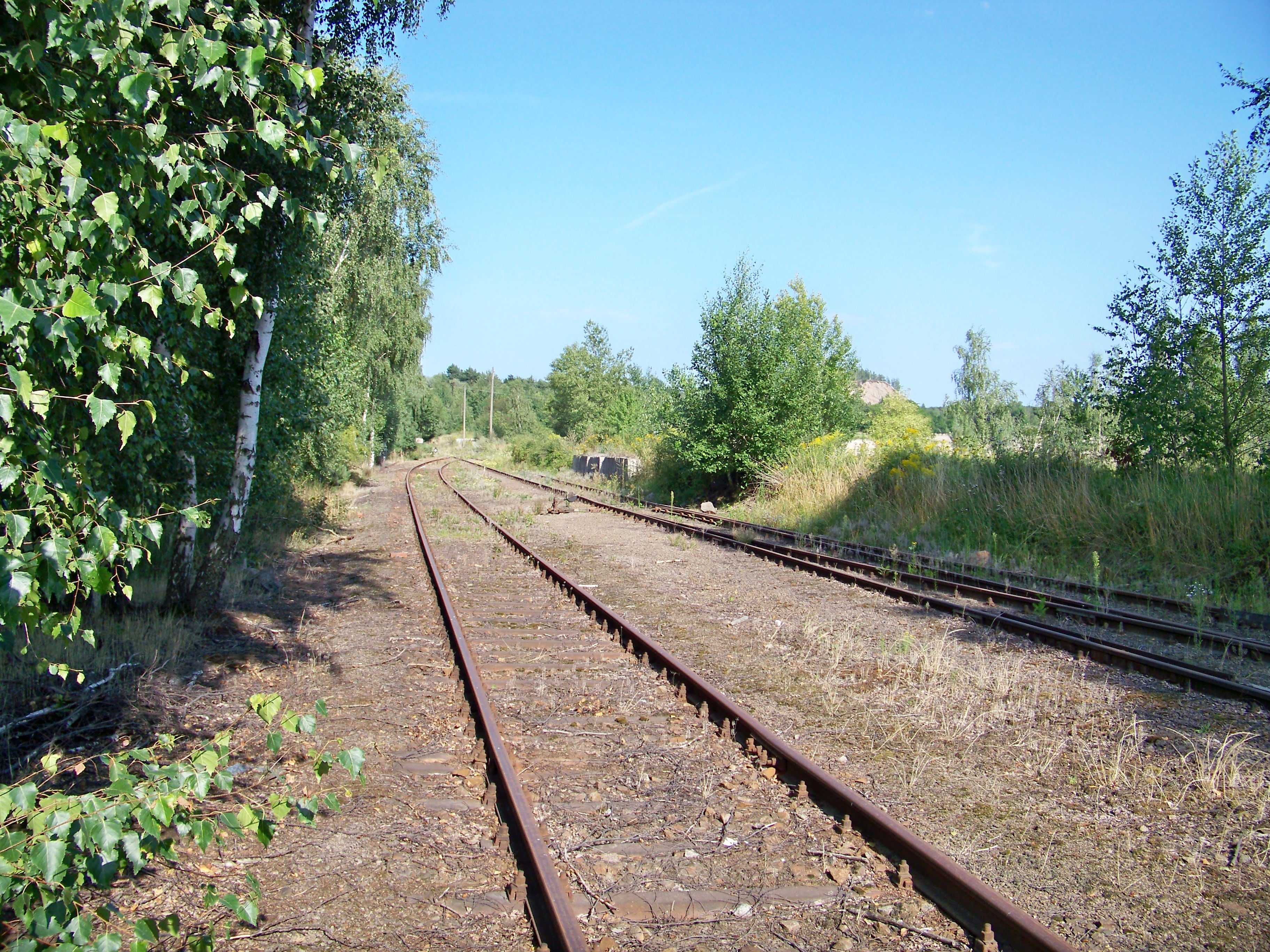
Die ungenutzten Gleisanlagen der Anschlussbahn ins Werk Frauenberg

Vom Betriebsbahnhof Röcknitz zweigt eine Anschlussbahn in das Werk Frauenberg der Sächsischen Quarzporphyrwerke GmbH ab. Sie erschloss einst auch den Steinbruch Zinkenberg und erreichte die 1896 eröffnete vom Bahnhof Doberschütz (Bahnstrecke Halle–Cottbus) kommende Anschlussbahn. Einzig die Anlagen im Werk Frauenberg sind noch vorhanden, wenn auch verwaist. Die etwa 2,5 Kilometer lange Anschlussbahn umfasst unter anderem zwei Zufuhrgleise und ein Abholgleis mit 14 Weichen. Hier kamen beträchtliche Mengen Gleisschotter und Splitt zum Versand. Zuletzt wurde der Anschluss 2001 bedient. Für den Rangierdienst kamen zahlreiche verschiedene Kleinlokomotiven zum Einsatz, zuletzt eine V 22B.
Steinbruch Holzberg
An der östlichen Bahnhofsausfahrt von Collmen-Böhlitz begann eine mehrere Kilometer lange Anschlussbahn zum Quarz- und Porphyr-Werk Collmen und zum Steinbruch Holzberg. Im Werk Collmen gab es eine langgestreckte Hochrampe zur Verladung und auch am Holzberg stand eine umfangreiche Ladeinfrastruktur zur Verfügung. Zwischen beiden Ladestellen gab es einen dreigleisigen Werkbahnhof zur Bildung von Ganzzügen. Auch hier wurden eigene Werkloks eingesetzt. Der Anschlussbetrieb endete 1993. Waren 2002 noch sämtliche Anlagen erhalten, sind diese heute vollständig abgebaut.

## Betrieb

### Personenverkehr

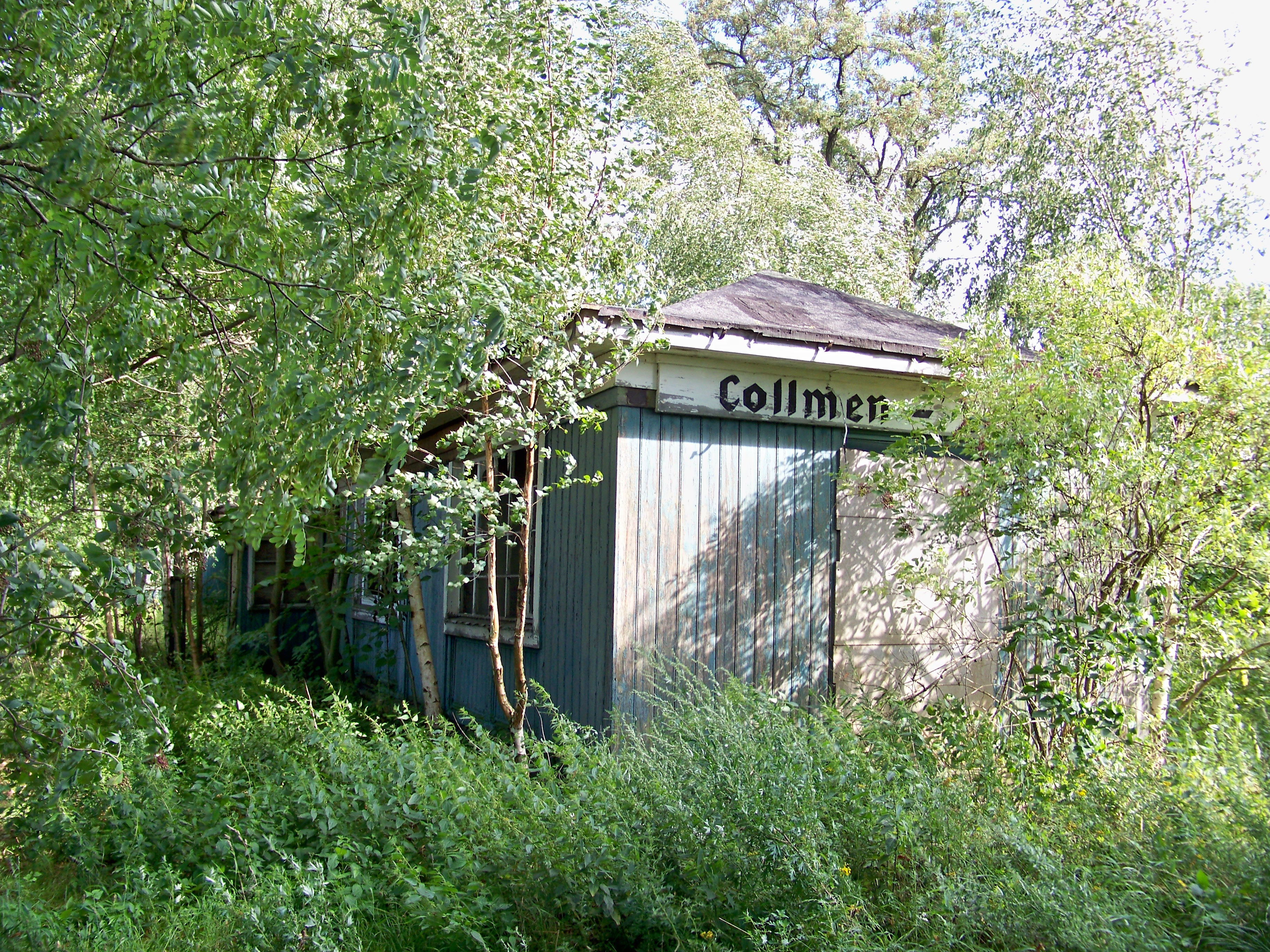
Das alte Empfangsgebäude von Collmen-Böhlitz

Auf der Strecke gab es von 1927 bis 1978 Personenverkehr, dessen Bedeutung aber stets gering war. Die Bahn beförderte vorrangig Arbeiter der anliegenden Steinbrüche, Schüler und Bauern. Vor allem am Wochenende hatten Ausflügler in die Hohburger Berge einen gewissen Anteil am Reisendenaufkommen. Die auch als Hohburger Schweiz bezeichnete Gegend war eine Sommerfrische der Leipziger. So gab es in den 1960er-Jahren sogar vereinzelt durchgehende Reisezüge von Leipzig über Wurzen nach Eilenburg.

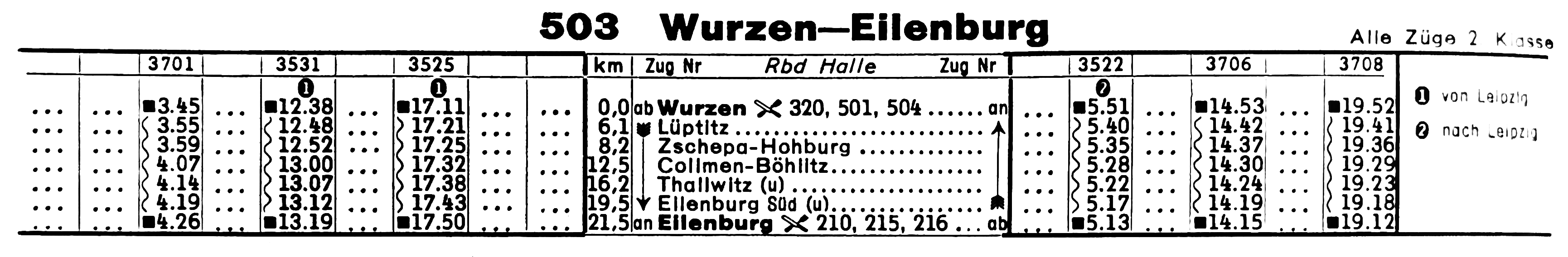
Fahrplan im Sommer 1969

Zu Beginn gab es drei bis vier tägliche Zugpaare. Sie benötigten für eine Richtung 52 Minuten. Zum Einsatz kamen zunächst Lokomotiven der DR-Baureihe 75.5 des Lokbahnhofs Wurzen mit zwei bis drei Personenwagen, die die Wagenklassen 2, 3 und 4 führten (letztere 1928 abgeschafft). Später kamen auch Maschinen der Reihen Preußische T 12 und P 8 zum Einsatz. Mitte der 1930er-Jahre wurde das Zugangebot auf fünf tägliche Verbindungen pro Richtung erhöht. Nun kamen bis zu fünf Wagen mit Sitzabteilen 2. und 3. Klasse zum Einsatz. Noch im Kursbuch von 1944 waren diese fünf Zugpaare ausgewiesen, in der Realität aber verkehrten während des Krieges nur zwei Zugpaare. Die Reisezeit betrug mittlerweile 39 bis 42 Minuten. Ab 1953 gab es wieder drei Verbindungen je Richtung, später vier. Mit der zunehmenden individuellen Motorisierung sank das Fahrgastaufkommen. Nachdem 1963 die sonntäglichen Verbindungen durch Busse ersetzt worden waren, folgten 1968 die Fahrten am Sonnabend. Für die verbliebenen Einsätze montags bis freitags kamen ab 1969 die DR-Triebwagen der Baureihe 171/172 zum Einsatz. Sie schafften die Strecke in 38 Minuten, wobei der Haltepunkt Wurzen Ost bereits nicht mehr bedient wurde. Am 27. Mai 1978 fuhr der letzte planmäßige Personenzug von Eilenburg nach Wurzen. Am 28. September 1985 gab es noch einmal einen Sonderreisezug, der von Leipzig kommend die gesamte Strecke befuhr. Er verkehrte auf Initiative des Deutschen Modelleisenbahn-Verbands der DDR.

### Güterverkehr
1862 begann in Hohburg die Förderung von Quarzporphyrgestein, die ab 1890 stark zunahm. Innerhalb von zehn Jahren wurden neue Steinbrüche in Lüptitz, Röcknitz und Böhlitz eröffnet. Fuhrwerke brachten das gebrochene Gestein zu zwei verschiedenen Ladestellen. Das Frachtgut aus den Röcknitzer Steinbrüchen wurde auf die von Doberschütz kommende private Anschlussbahn verladen, während das Lüptitzer Gestein mittels Pferdefuhrwerken nach Wurzen transportiert wurde. Für letztere Verbindung übernahm diese Aufgabe ab 1907 eine Umlaufseilbahn.

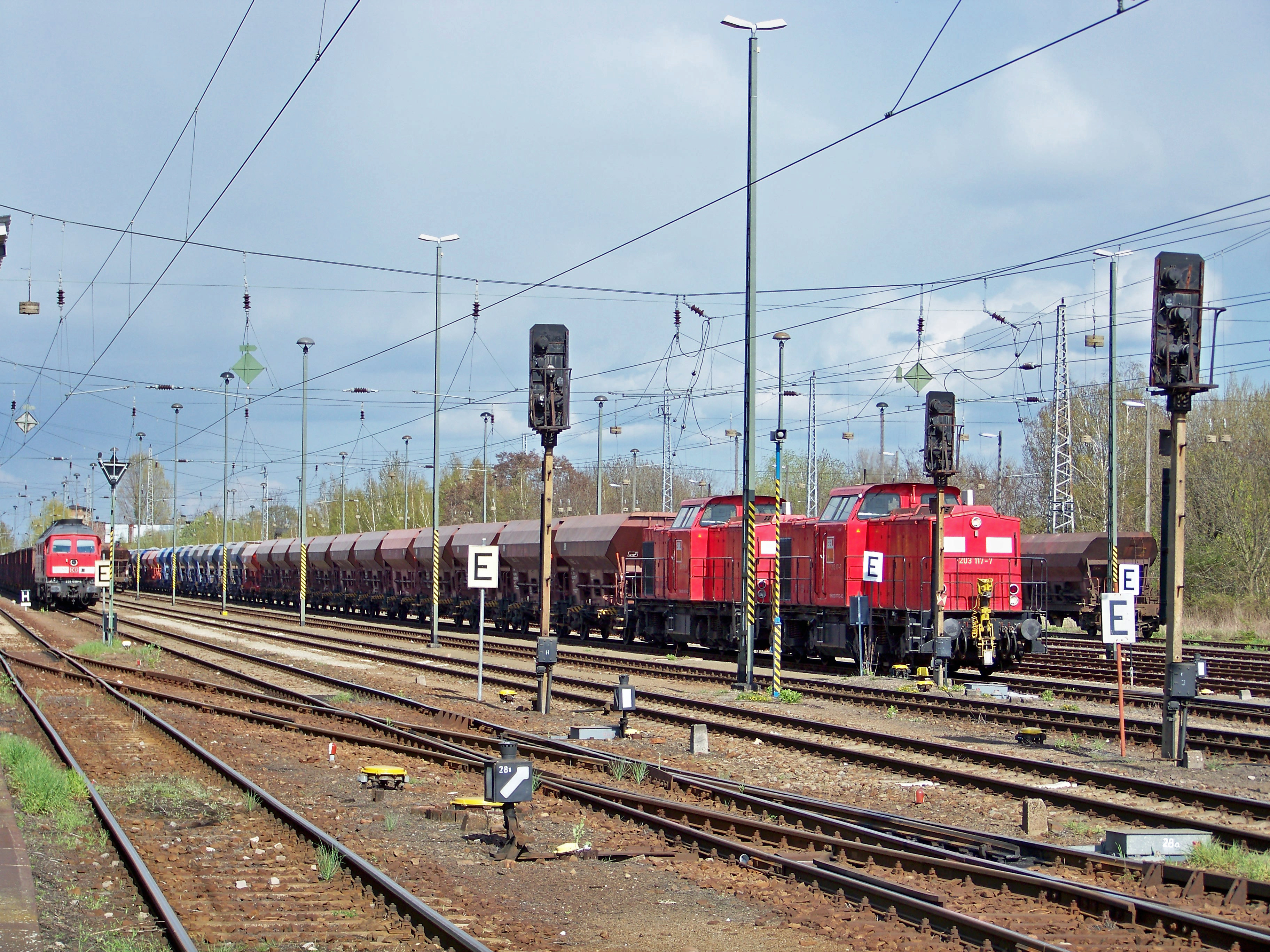
Mit Schotter beladene Selbstentladewagen aus Lüptitz im Güterbahnhof von Eilenburg (2010)

Am 23. August 1926 begann der Güterverkehr auf der Teilstrecke zwischen Zschepa-Hohburg und Wurzen. Nachdem die gesamte Strecke in Betrieb gegangen war, gab es täglich zwei Nahgüterzüge, die die Ladestellen der Unterwegsbahnhöfe bedienten. Hinzu kamen die Übergabezüge aus den Steinbrüchen. Nach einem Jahr kamen so 2.500 Tonnen Fracht täglich auf die Schiene. Auf der Strecke kamen neben Gestein vor allem Kaolin, Baustoffe, landwirtschaftliche Produkte wie Kartoffeln, Rüben und Getreide sowie in größerem Umfang auch Stückgut zum Versand. Als Rückleistung wurden Kohle, Dünger und vor allem Leerwagenzüge zugeführt. Die dem Eisenbahnbau zugrunde gelegten Frachtprognosen konnten zunächst nicht erfüllt werden. Erst ab 1934 nahm das Güteraufkommen spürbar zu, war jedoch während des Zweiten Weltkrieges wieder rückläufig.
Zu Beginn kamen Preußische G 3 des Lokbahnhofs Wurzen für den Güterzugdienst zum Einsatz. Bald schon war der Lokbahnhof Wurzen mit der Bespannung der Leistungen überfordert. Schon 1929 wurden 80 Prozent des Gütertransportaufkommens über Eilenburg abgewickelt, so dass die Zuständigkeit für die Ganzzugleistungen auf das dortige Bahnbetriebswerk überging. Fortan kamen Preußische G 8 auf die Strecke, die bis 1954 den dortigen Güterzugdienst absolvierten. Dazu kamen ab 1944 die Maschinen der Kriegsbaureihe 52, ab 1962 außerdem gelegentlich Loks der DR-Baureihe 86. Ab 1954 erfolgte der Gütertransport nur noch über Eilenburg. Die Betriebseinstellung einiger Steinbrüche und der Kaolingrube Hohburg führten im Laufe der 1960er-Jahre zu einem rückläufigen Transportaufkommen. Dafür kam mit dem Mineralfutterwerk Hohburg ab 1967 ein neuer Güterkunde hinzu. Im Jahr 1979 fuhr die Reichsbahn täglich bis zu 200 Wagenladungen aus den Steinbrüchen ab. Neben dem örtlichen Güterverkehr gab es Durchgangsgüterzüge, die zur Entlastung des Leipziger Eisenbahnknotens die Strecke passierten. Zu diesem Zweck entstand 1967 bei Wurzen die „Kornhainer Kurve“, die eine direkte Einfahrt aus Richtung Dresden erlaubte.
Ab Ende der 1960-Jahre vollzog sich der Traktionswechsel hin zu Diesellokomotiven. Die Nahgüterzüge wurden von nun an immer häufiger mit Lokomotiven der DR-Baureihe V 60 bespannt. Im schweren Güterzugdienst verdrängten ab 1974 Loks der Baureihen V 200 und 132 die Dampflokomotiven der Baureihe 52. Im Jahr 1978 schieden die 52er auf der Strecke aus dem aktiven Dienst, blieben aber als Reserve weiterhin verfügbar. Einige davon reaktivierte die Deutsche Reichsbahn Anfang der 1980er-Jahre aufgrund der stark gestiegenen Dieselkraftstoff-Preise. Der letzte planmäßige Dampflokeinsatz auf dieser Strecke fand am 30. Mai 1987 statt. Danach waren fast ausschließlich Lokomotiven der Baureihe 132 im Einsatz. Nach der Wende nahm der Güterverkehr stark ab. 1990 wurde der Nahgüterzugverkehr eingestellt. Außerdem gewann der Transport mittels Lastkraftwagen an Bedeutung. Nachdem der Anschlussbetrieb in Röcknitz (Werk Frauenberg) 2001 eingestellt wurde, ist das Schotterwerk Lüptitz der gegenwärtig einzige Verlader auf die Bahn. Anfang der 2000er-Jahre wurden jährlich 700.000 Tonnen Gestein aus Lüptitz abgefahren. Durch die Liberalisierung im Schienengüterverkehr kommen seither verschiedene Eisenbahnverkehrsunternehmen und Lokomotiven zum Einsatz.